# Merten (Unternehmen)
Das zu Schneider Electric gehörende Unternehmen Merten GmbH ist ein deutscher Hersteller von Elektroinstallationsmaterial und EIB-Produkten mit Hauptsitz in Wiehl. Es existieren weltweit 43 Niederlassungen und Vertretungen und sieben Vertriebsniederlassungen in Deutschland.
2021 erwirtschaftete das Unternehmen rund 118 Mio. Euro und beschäftigte nach eigenen Angaben 485 Mitarbeiter.

## Geschichte
Im Jahr 1906 gründeten die Brüder Ernst, August und Emil Merten die Firma Gebrüder Merten in Windhagen. Sie begannen mit der Produktion von Elektroinstallationsteilen. 1926 stieg das Unternehmen dann zusätzlich in die Fertigung von Steckern und Verbindern ein.
In den folgenden Jahrzehnten baute Merten seine Produktionskapazitäten aus und fügte schrittweise neue Bereiche und Produkte hinzu: So vertrieb die Firma seit den 1960er Jahren weitere Elektroteile wie Steckdosen, seit den 1980er Jahren Produkte aus dem Bereich Sicherheit (z. B. Bewegungsmelder) und ergänzte in den frühen 2000er Jahren den Bereich SmartHome und zunehmend automatisierte und intelligente Steuerungssysteme. In diesen und weiteren Bereichen hält das Unternehmen eine Vielzahl an Patenten.
Seit Juni 2006 ist die Firma Teil des französischen Konzerns Schneider Electric. 2023 eröffnete Schneider Electric am Merten-Standort in Wiehl ein Innovationszentrum, der als Schulungszentrum und Showroom für das Elektrohandwerk genutzt wird.

## Standorte
Das Unternehmen betreibt ein Werk in Wiehl-Bomig und ein Werk in Sondershausen und betrieb bis 2013 auch ein Werk in Drolshagen.

## Produkte
Merten ist im Bereich der Gebäudeinstallation tätig. Produziert werden unter anderem:
- Auf- und Unterputzschalter
- Systemelektronik (Funksystem, Jalousiesteuerungssystem, Dimmersystem, Netzwerktechnik)
- Sicherheitselektronik (Bewegungsmelder, Dämmerungsschalter, Präsenzmelder)
- KNX-/EIB-System
- Herd-Geräteanschlussdosen
- Steckvorrichtungen
- Gebäudekommunikation